# Brechin
Le Burgh Royal de Brechin est un burgh du comté d'Angus en Écosse.  
La ville est célèbre pour sa tour ronde de style irlandais du XIe siècle (Historic Scotland), l'un des deux seuls monuments de ce type existant encore en Écosse. Elle était isolée à l'origine, mais fait désormais partie de la cathédrale qui a connu d'importantes modifications mais comporte encore des éléments des XIIIe et XIVe siècles, dont notamment une très belle tour et une porte de procession. 
Traditionnellement Brechin était considérée comme une Cité en raison de son statut de siège d'un diocèse catholique avant la Réforme (et qui est aujourd'hui encore un siège épiscopal de l'Église épiscopalienne écossaise), bien que le burgh n'ait pas de charte de cité. Le club de football de la ville se nomme cependant Brechin City FC. Son stade, le Glebe Park, se trouve dans la ville. Au recensement de 2001 la population de Brechin était de 7 199 habitants.
On trouve également dans ou près du burgh un centre picte (couvrant la culture picte et offrant plusieurs pierres gravées), un petit musée dans l'ancien hôtel de ville et une gare de la Caledonian Railway (Brechin). À côté de la cathédrale, il y a également des ruines de la chapelle de la Maison-Dieu qui datent du Moyen Âge (Historic Scotland).

## Personnalités
- William Guthrie (1708-1770), écrivain né à Brechin.
- John Gillies (1747-1836), historien né à Brechin.
- Robert Watson-Watt (1892-1973), ingénieur, un des pionniers de l'utilisation du radar.